# Mispa Awasum
Mispa Awasum, de son nom complet Mispa Awasum Fri, est une femme politique camerounaise. Elle est présidente des femmes du Mouvement pour la renaissance du Cameroun (MRC). Elle est condamnée à 7 ans d’emprisonnement en 2021 par le Tribunal militaire de Yaoundé.

## Biographie

### Profession
Mispa Awasum est avocate au Cameroun.

### Carrière
Le 28 décembre 2021, Mispa Awasum est condamnée à 7 ans d’emprisonnement ferme par le Tribunal militaire de Yaoundé,,.Elle rejoint d'autres prisonniers du MRC.
Elle est arrêtée le 21 novembre 2020 lors d'une manifestation réclamant la libération de Maurice Kamto, président du MRC, puis libérée 48 heures après l'intervention de Jean-Yves Le Drian,,,,. Elle est placée en détention le 23 novembre 2020 par le juge d’instruction du même tribunal, Antoine Fackwi, avec comme motif « complicité de révolution et rébellion »,. Mispa Awasum qui est la présidente nationale des femmes du MRC. Des mouvements camerounais pour la défense des droits des femmes demandent sa libération,.